# Илија Цријевић
Илија Цријевић (Дубровник, 1463 — 1520) је био хуманистички писац, говорник, песник, носилац песничке круне Академије Помпонија Лета и дубровачки племић. У хуманистичким круговима користио је латинско име Aelius Lampridius Cervinus.

## Биографија
Илија Цријевић је рођен 1463. године у угледној дубровачкој породици Цријевић; његов деда по мајци Паскоје Соркочевић био је ризничар на двору деспота Ђурђа Бранковића у Смедереву. Хуманистичку гимназију Цријевић је завршио у Дубровнику, а затим је наставио школовање најпре у Ферари (1480—1482), где се истакао као пригодни песник, а потом у Риму, у тада чувеној академији Помпонија Лета (крај 1483 — 1485). Тамо је изнео своје откриће да се у акростиху пролога Плаутових комедија крије њихов наслов, сачинио врло богат лексикон латинског језика и доживео изузетну част да буде окруњен за своју малену збирку љубавних песама посвећених Флавији (1484). По повратку у Дубровник заузимао је разне државне функције, био је професор и ректор тамошње гимназије, а после женине смрти (1512) постао је свештеник. Међу његовим ђацима свакако је био и Марин Држић, којем је он свакако пренео своју љубав према Плауту. Умро је 15. септембра 1520. године.

## Стваралаштво

### Лирска поезија
Од ране младости, вероватно већ у Дубровнику, а свакако у Ферари Илија Цријевић се истакао као пригодни песник на латинском језику. Стигавши у римску академију Помпонија Лета, посветио се не само хуманистичким трактатима, већ и љубавној поезији посвећеној извесној Флавији. Постоје врло извесне претпоставке да је то заправо Летова кћер Фулвија, за коју је познато да је учила српски језик, а њено име забележено је и у неким врло непристојним графитима у катакомбама римске цркве св. Марцелина и Петра. Основна карактеристика Цријевићеве љубавне поезије јесте наглашена сензуалност, еротичност, слободан путени однос према љубави, сасвим у складу с класичном традицијом љубавног песништва. Уз то иде снажан и полетан доживљај пролазности (Бежиш и нећеш ту младост...: слика лепоте младости потпуно је изостављена, читава песма заснована је на натуралистичкој слици тешкоћа, проблема и ружноће старости, исказујући тако на врло својеврстан начин једну од најважнијих девиза хуманизма и ренесансе: Carpe diem — Искористи дан). Чулне и путене доживљаје женске лепоте и љубавног заноса Цријевић обликује у својим стиховима изузетном динамичношћу слика (каква је игра жеље и остварења, тежње и неизвесности у песми Мекша од киселог млека...), богатим класичним реминисценцијама, те отуда такав доживљај љубави постаје уверљиво искрен, отворен и понесен. Врло су честа у његовим љубавним стиховима поређења епике са узвишеном ратничком тематиком и нежне љубавне лирике, што све треба да истакне свемоћ љубави чак и над најузвишенијим вредностима хуманистичког поимања света. Он је варирао и Катулову песму о безброју жељених пољубаца, нарочито нагласивши њен изразито хедонистички карактер путеним и богатим описом сласти доживљаја пољупца, а завршивши је развијеном сликом из природе.
Цријевић је оставио и неколико веома успелих дескриптивних и родољубивих песама, као што је посланица Омбли, у којој се опис неизмерне лепоте Ријеке дубровачке обликује кроз наглашено сензуалне алузије: тако Ријека „нага сва блуди сред вала, усхитом бедара сва“. Изузетно је емотивна његова Ода Дубровнику, на тренутке патетична, на тренутке интимна и топла.
Међу највреднија његова остварења спада посланица Празник у затвору, заснована на снажном контрасту идиличне слике Христовог рођења и туробне затворске атмосфере у доба Божића; други део песме чини реторски структурирана песникова одбрана у којој доминира хуманистички понос прослављеног ретора.

### Епска поезија
По повратку у Дубровник Цријевић није могао да настави да пише љубавну поезију какву је писао у Риму, већ се окренуо углавном посланицама, пригодним песмама, а нарочито се истакао као говорник. Из тог времена датира и његов спев О Епидауру: Епидаур је старо име за Цавтат, колевку Дубровнику. Интересантно је да Цријевић, иначе страсни хуманиста, за тему свог дела није изабрао грађу из античке митологије, па чак ни из хришћанске традиције, већ из реалне и митолошке историје свога града. Кроз дијалог Епидаура и Громовника — који симболизује Бога и причу о пропасти Епидаура, Цријевић је у том спеву заправо пружио алегоријску слику савременог Дубровника, врло реалистичну, иако идеализовану.

### Остала дела
Нарочито велику славу Илија Цријевић стекао је као говорник. Најпознатији међу његовим говорима јесте онај изречен поводом смрти угарског краља Матије Корвина (Oratio funebris in regem Mathiam), у којем, између осталог, помиње Сибињанина Јанка и деспота Ђурђа Бранковића. Осим тога, писао је многе трактате, прозне саставе, посланице, елегије, пригодне и друге врсте песама у којима расправља о питањима поетике, историје књижевности, обраћа се савременицима, слави их или полемише с њима и сл.

## Значај
Поезија Илије Цријевића била је добро позната његовим сународницима, али то нажалост није био случај с најбољим њеним делом, љубавним стиховима упућеним Флавији, већ са оним другим, већим, ученијим њеним делом. Можда и зато, а вероватније и због надоласка других, нових и другачијих поетичких трендова (пре свега петраркизма, она није извршила утицај на развој потоњег дубровачког песништва. Илију Цријевића памтили су као овенчаног песника, натпис њему у част ставили су на зид палате Спонза, где се дуги низ деценија налазила дубровачка школа, тако својој младој генерацији указивали на славног претка, али његова најбоља поезија остала је кроз векове нештампана, сакривена у рукописима изван Дубровника, па отуда изван главног тока дубровачке литературе. Тек наше време — наше у ширем смислу речи – препознало је њене вредности, тек у последњим деценијама она је поново оживела у искуству пет векова од песника млађих читалаца и отуда данас Цријевића препознајемо као најзначајнијег дубровачког хуманисту и као највреднијег дубровачког песника те епохе.

### Издања
, , 4, 1872, 155-200.
Илија Цријевић (Aelius Lampridius Cerva), Одабране песме (превела Радмила Шалабалић), Летопис Матице српске, књ. 407, 1971, pp. 247–268.
Илија Цријевић, О Епидауру (превела Даринка Невенић-Грабовац), Жива антика, ХХ, 1970, pp. 251–277.
Aelius Lampridius Cerva, Super comoedia veteri et satyra et nova cum Plauti apologia - O staroj komediji, satiri i novoj komediji s obranom Plauta, (preveo Milenko Lončar), Mogućnosti, XXXVIII, 1991, 1-2, 138–147.